# Tracheplexia lucia
Tracheplexia lucia är en fjärilsart som beskrevs av Felder 1874. Tracheplexia lucia ingår i släktet Tracheplexia och familjen nattflyn. Inga underarter finns listade i Catalogue of Life.